# Resolutie 677 Veiligheidsraad Verenigde Naties
Resolutie 677 van de Veiligheidsraad van de Verenigde Naties werd unaniem door de VN-Veiligheidsraad aangenomen op 28 november 1990.

## Achtergrond
Op 2 augustus 1990 viel Irak zijn zuiderbuur Koeweit binnen en bezette dat land. Nog diezelfde dag werd de inval door de VN-Veiligheidsraad veroordeeld in resolutie 660. Deze resolutie eiste ook een onmiddellijke terugtrekking van Irak, maar daar kwam niets van terecht.

## Inhoud
De Veiligheidsraad:
- herinnert aan de resoluties 660, 662 en 674;
- herhaalt zijn bezorgdheid over het lijden dat wordt veroorzaakt bij de Koeweiti's door de invasie en bezetting van Koeweit door Irak;
- is erg bezorgd over de poging van Irak om de demografische samenstelling van Koeweit te wijzigen en de bevolkingsregisters te vernietigen;
- handelt onder Hoofdstuk VII van het Handvest;

1. veroordeelt de pogingen van Irak om de bevolkingssamenstelling van Koeweit te wijzigen en de bevolkingsregisters te vernietigen;
2. mandateert de secretaris-generaal om een kopie van het bevolkingsregister met de registraties tot 1 augustus 1990 in beslag te nemen;
3. vraagt de secretaris-generaal om samen met de wettige regering van Koeweit regels op te stellen voor de toegang tot deze kopie.

## Verwante resoluties
- Resolutie 670 Veiligheidsraad Verenigde Naties
- Resolutie 671 Veiligheidsraad Verenigde Naties
- Resolutie 678 Veiligheidsraad Verenigde Naties
- Resolutie 686 Veiligheidsraad Verenigde Naties (1991)

Lijst ·  647 ·  648 ·  649 ·  650 ·  651 ·  652 ·  653 ·  654 ·  655 ·  656 ·  657 ·  658 ·  659 ·  660 ·  661 ·  662 ·  663 ·  664 ·  665 ·  666 ·  667 ·  668 ·  669 ·  670 ·  671 ·  672 ·  673 ·  674 ·  675 ·  676 ·  677 ·  678 ·  679 ·  680 ·  681 ·  682 ·  683